# Курциус, Теодор
Юлиус Вильгельм Теодор Курциус (нем. Julius Wilhelm Theodor Curtius; 27 мая 1857, Дуйсбург — 8 февраля 1928, Гейдельберг) — немецкий химик.

## Биография
Курциус изучал химию в Гейдельбергском и Лейпцигском университетах и в 1882 году защитил докторскую диссертацию. Габилитировался в 1886 году в Эрлангенском университете. Служил профессором в Кильском университете в 1889—1897 годах, затем в течение года — в Боннском университете, а с 1898 года — в Гейдельбергском университете, став преемником Виктора Мейера. Состоял членом Гейдельбергской, Прусской и Баварской академий наук.
Курциус занимался исследованием соединений азота и открыл гидразин, азотистоводородную кислоту и диазосоединения. В честь Теодора Курциуса названа реакция азидов карбоновых кислот.
Курциус увлекался музыкой, сочинял и пел, а также был активным альпинистом. Вместе с другом и коллегой Эдуардом Бухнером Теодор Курциус в 1893 году основал кильское отделение Немецкого альпийского союза. Похоронен на Гейдельбергском нагорном кладбище. Племянник Теодора Курциуса — политик Юлиус Курциус.